# NGC 7319
NGC 7319 ist eine Balkenspiralgalaxie im Sternbild Pegasus, die etwa 300 Millionen Lichtjahre von der Erde entfernt ist. NGC 7319 ist ein Mitglied der Galaxiengruppe Stephans Quintett. Halton Arp gliederte seinen Katalog ungewöhnlicher Galaxien nach rein morphologischen Kriterien in Gruppen. Diese Galaxiengruppe gehört zu der Klasse Gruppen von Galaxien.
NGC 7319 wurde am 23. September 1876 vom französischen Astronomen Édouard Jean-Marie Stephan entdeckt.